# People
People – ilustrowany tygodnik, założony w 1974 roku w Stanach Zjednoczonych, specjalizujący się w opisie życia gwiazd show-biznesu.
Pierwszy numer ukazał się 4 marca 1974 roku jako People Weekly. Miał 72 strony. Na okładce opublikowane zostało zdjęcie Mii Farrow i zapowiedź premiery filmu Wielki Gatsby Jacka Claytona i Francisa Forda Coppoli. W premierowym numerze można było przeczytać między innymi historię kariery aktorki Glorii Vanderbilt, biografię rosyjskiego pisarza Aleksandra Sołżenicyna a także artykuły o Marinie Oswald, wdowie po Lee Oswaldzie, domniemanym zabójcy prezydenta Kennedy’ego, Richardzie Petty, kierowcy wyścigowym czy o wdowach po żołnierzach poległych w Wietnamie. Okładka pierwszego numeru była kolorowa, natomiast wszystkie zdjęcia wewnątrz numeru były czarno-białe.
W 1996 roku powstała jego hiszpańska wersja „People en Español”, a w 1998 roku skierowana do nastolatków „Teen People”.
Od maja 2002 roku z tytułu zniknął dodatek Weekly i tygodnik ukazuje się pod obecnym tytułem People.

## 100 Most Beautiful People
Corocznie ujawnia się lista 100 najpiękniejszych ludzi na świecie. Do 2006 roku była to lista 50 najpiękniejszych ludzi. Po raz pierwszy plebiscyt odbył się 1 czerwca 1990 roku; wygrała go wówczas Michelle Pfeiffer, która wygrała także w 1999 roku. Ona i Jennifer Aniston to jedyne osoby, które wygrały go dwukrotnie, zaś rekord pobiła Julia Roberts, wygrywając go pięciokrotnie. Jedynymi mężczyznami, którzy wygrali są Mel Gibson, Tom Cruise i Leonardo DiCaprio.

### Zwycięzcy
| Rok              | Zwycięzca            | Wiek |
| ---------------- | -------------------- | ---- |
| 1 czerwca 1990   | Michelle Pfeiffer    | 32   |
| 7 czerwca 1991   | Julia Roberts        | 23   |
| 4 maja 1992      | Jodie Foster         | 29   |
| 3 maja 1993      | Cindy Crawford       | 27   |
| 8 maja 1994      | Meg Ryan             | 32   |
| 8 maja 1995      | Courteney Cox        | 30   |
| 8 maja 1996      | Mel Gibson           | 40   |
| 12 maja 1997     | Tom Cruise           | 34   |
| 12 maja 1998     | Leonardo DiCaprio    | 23   |
| 14 maja 1999     | Michelle Pfeiffer    | 41   |
| 8 maja 2000      | Julia Roberts        | 32   |
| 14 maja 2001     | Catherine Zeta-Jones | 31   |
| 13 maja 2002     | Nicole Kidman        | 34   |
| 12 maja 2003     | Halle Berry          | 36   |
| 30 maja 2004     | Jennifer Aniston     | 35   |
| 8 maja 2005      | Julia Roberts        | 37   |
| 28 kwietnia 2006 | Angelina Jolie       | 30   |
| 27 kwietnia 2007 | Drew Barrymore       | 32   |
| 2 maja 2008      | Kate Hudson          | 29   |
| 11 maja 2009     | Christina Applegate  | 37   |
| 30 kwietnia 2010 | Julia Roberts        | 42   |
| 15 kwietnia 2011 | Jennifer Lopez       | 41   |
| 27 kwietnia 2012 | Beyoncé              | 30   |
| 26 kwietnia 2013 | Gwyneth Paltrow      | 40   |
| 5 maja 2014      | Lupita Nyong’o       | 31   |
| 24 kwietnia 2015 | Sandra Bullock       | 50   |
| 20 kwietnia 2016 | Jennifer Aniston     | 47   |
| 19 kwietnia 2017 | Julia Roberts        | 49   |

## Sexiest Man Alive
Corocznie ujawniany jest mężczyzna uznany „najseksowniejszym mężczyzną świata”. Po raz pierwszy odbyło się to w 1985 roku; wygrał wówczas Mel Gibson. W 1994 roku plebiscyt nie odbył się. Richard Gere, Brad Pitt, George Clooney i Johnny Depp to jedyne osoby, które wygrały dwukrotnie. John F. Kennedy Jr. i Patrick Swayze to jedyni zwycięzcy, którzy już nie żyją. Kennedy, Adam Levine i David Beckham to jedyni zwycięzcy nie będący aktorami.

### Zwycięzcy
| Rok                  | Zwycięzca           |
| -------------------- | ------------------- |
| 2 lutego 1985        | Mel Gibson          |
| 27 stycznia 1986     | Mark Harmon         |
| 30 marca 1987        | Harry Hamlin        |
| 12 września 1988     | John F. Kennedy Jr. |
| 12 grudnia 1989      | Sean Connery        |
| 23 lipca 1990        | Tom Cruise          |
| 22 lipca 1991        | Patrick Swayze      |
| 16 marca 1992        | Nick Nolte          |
| 19 października 1993 | Richard Gere        |
| 30 stycznia 1995     | Brad Pitt           |
| 29 lipca 1996        | Denzel Washington   |
| 17 listopada 1997    | George Clooney      |
| 16 listopada 1998    | Harrison Ford       |
| 15 listopada 1999    | Richard Gere        |
| 13 listopada 2000    | Brad Pitt           |
| 26 listopada 2001    | Pierce Brosnan      |
| 2 grudnia 2002       | Ben Affleck         |
| 1 grudnia 2003       | Johnny Depp         |
| 29 listopada 2004    | Jude Law            |
| 28 listopada 2005    | Matthew McConaughey |
| 27 listopada 2006    | George Clooney      |
| 26 listopada 2007    | Matt Damon          |
| 25 listopada 2008    | Hugh Jackman        |
| 18 listopada 2009    | Johnny Depp         |
| 17 listopada 2010    | Ryan Reynolds       |
| 16 listopada 2011    | Bradley Cooper      |
| 14 listopada 2012    | Channing Tatum      |
| 19 listopada 2013    | Adam Levine         |
| 19 listopada 2014    | Chris Hemsworth     |
| 17 listopada 2015    | David Beckham       |
| 15 listopada 2016    | Dwayne Johnson      |
| 14 listopada 2017    | Blake Shelton       |
| 8 listopada 2018     | Irdis Elba          |
| 8 listopada 2019     | John Legend         |
| 18 listopada 2020    | Michael B.          |
| 8 listopada 2021     | Paul Rudd           |
| 8 listopada 2022     | Chris Evans         |
| 8 listopada 2023     | Patrick Dempsey     |